# (506) Марион
(506) Марион (англ. Marion) — довольно крупный астероид главного пояса, принадлежащий к тёмному спектральному классу C. Он был обнаружен 18 января 1903 года американским астрономом Раймондом Дуганом в обсерватории Хайдельберг и был назван в честь двоюродного брата первооткрывателя.
- Орбита астероида Марион и его положение в Солнечной системе